# (5940) Феликсоболев
(5940) Феликсоболев (лат. Feliksobolev) — типичный астероид главного пояса, открыт 8 октября 1981 года советским астрономом Людмилой Черных в Крымской астрофизической обсерватории и 4 мая 1999 года назван в честь советского режиссёра Феликса Соболева.

## Обнаружение и именование
(5940) Феликсоболев
Открыт 8 октября 1981 года в Научном Л. И. Черных.
Назван в память об украинском кинорежиссёре Феликсе Михайловиче Соболеве (1931—1984) — великом мастере научного кино, заслуженном деятеле искусств УССР и лауреате Государственной премии СССР. Его фильмы, снятые на Киевской студии научных фильмов, по-новому взглянули на научно-популярную литературу, получили высокую оценку как зрителей, так и критиков и завоевали награды на престижных фестивалях во многих странах.
Оригинальный текст (англ.)5940 Feliksobolev
Discovered 1981-10-08 by Chernykh, L. I. at Nauchnyj.
Named in memory of the Ukrainian film producer Feliks Mikhailovich Sobolev (1931—1984), great master of scientific films, Honored Artist of the Ukraine and U.S.S.R. State Prize Winner. His films, made at the Kiev studio for scientific films, provided a fresh outlook at popular science, obtained the appreciation of audience and critics alike and won awards at prestigious festivals in many countries.
Источники: DISCOVERY.DB; M.P.C. 34622.

## Орбита

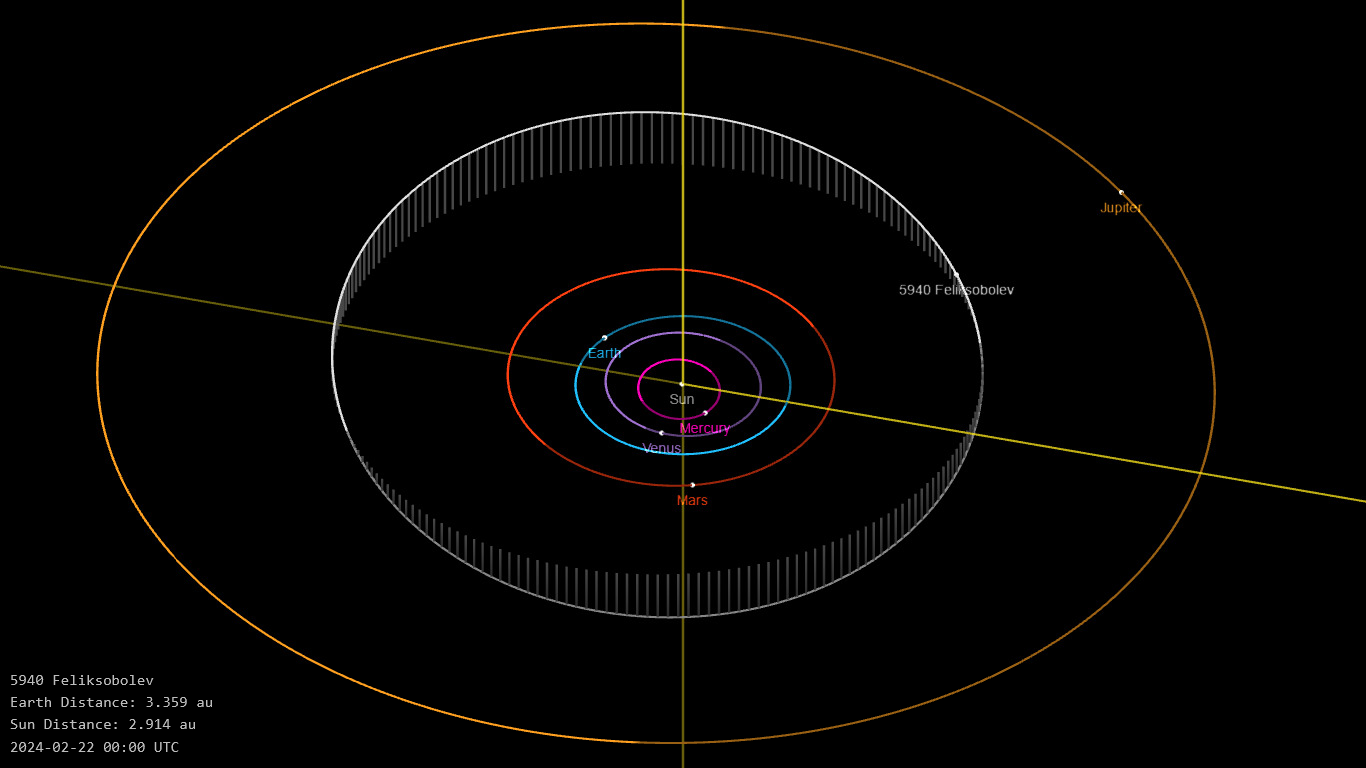
Орбита астероида Феликсоболев и его положение в Солнечной системе

## Физические характеристики
Астероид относится к таксономическому классу K.
По результатам наблюдений в видимом и ближнем инфракрасном диапазоне космического телескопа NEOWISE диаметр астероида оценивался равным 12,320±0,191 км. Согласно тем же источникам альбедо оценивается как 0,2431±0,0679 и 0,243±0,068.